# Baba (geografia)
Baba lub Babia Góra – w krajach słowiańskich często stosowana nazwa wzniesień. Wyszukiwarka Geoportalu podaje kilkaset nazw geograficznych w Polsce zawierających słowo Baba, a Babich Gór jest 112. W Tatrach istnieje wiele szczytów i skał posiadających w nazwie własnej słowo Baba, np. Baba, Lendacka Baba, Żółta Baba, Białe Baby, Babi Wierch. Słowo Baba w Tatrach występuje także w nazewnictwie niektórych dolin i potoków. Próbuje się tłumaczyć pochodzenie tych nazw od słowa baba, dawniej w znaczeniu czarownica, wiedźma. W mitologii słowiańskiej istniała też bogini Baba. Na dowód przytacza się podania ludowe, oraz występujące w dolinie Sanu podania o istnieniu dawniej na różnych wzniesieniach kamiennych posągów kobiet i związanych z nimi praktyk religijnych. Według Witolda Henryka Paryskiego wytłumaczenie tej nazwy jest inne – babami nazywano po prostu różne formacje terenowe wyglądem przypominające kobietę, nadawanie zaś im znaczeń kultowych jest wymysłem fantazji ludowej. Na podobnej zasadzie powstawały występujące w Tatrach nazwy Dziad, Dziadek, Dziadula, Cyganka, Chłop, Chłopek.